# Ischyrocerus tzvetkovae
Ischyrocerus tzvetkovae is een vlokreeftensoort uit de familie van de Ischyroceridae. De wetenschappelijke naam van de soort is voor het eerst geldig gepubliceerd in 1975 door Kudrjaschov.